# Стоян Лудев
Стоян Павлов Лудев (Петко) e деец на РМС и БРП (к) в Кюстендилско.

## Биография
Стоян Лудев е роден на 10 октомври 1918 г. в с. Скриняно, Кюстендилско. Учи в Прогимназията на с. Соволяно. Продължава в Кюстендилската гимназия, от която е изключен. Член на РМС (1933). Отбива редовната си военна служба в Първи инженерен полк (София). Работи като земеделец, мелничар и във Водния синдикат (Кюстендил).
Член БРП (к) от 1940 г. По време на Втората световна война през 1942 г. е мобилизиран в Окупационния корпус. Неговата войскова част е в град Прокупле. Установява връзка с партизаните на ЮНОА. Участва в нелегална войнишка ядка, която спасява членове на съпротивата от град Ниш.
След демобилизацията поема регионалното ръководство на РМС в Кюстендилска околия. След убийството на Димитър Каляшки остава единствения неразкрит от властите член на Околийския комитет на БРП (к). Организатор съпротивата в Кюстендилския край. Партизанин от Кюстендилския партизански отряд „Драговищица“.
На 3 август 1944 г. с група партизани попада на полицейска засада в местността „Черенец“. След отказ да се предаде загива заедно с Емил Шекерджийски, Стоян Стоименов и Крум Зарев.